# Demografía de Francia
La demografía de Francia es controlada por el Institut national d'études démographiques (INED) y el Institut national de la statistique et des études économiques (INSEE). A 1 de enero de 2021, 65 250 000 personas vivían en la Francia metropolitana, mientras que 2 785 000 vivían en la Francia de ultramar, para un total de 68 035 000 habitantes en la República Francesa.
En marzo de 2017, la población de Francia alcanzó oficialmente la marca de 67 000 000 de habitantes. Había alcanzado los 66 000 000 a principios de 2014. Entre los años 2010-17, la población de Francia creció de 64 613 000 a 66 991 000 (es decir, unos 2,4 millones de personas en un lapso de 7 años), lo que convierte a Francia en uno de los países de más rápido crecimiento de Europa. La población de Francia crece en 1 000 000 de personas cada tres años, lo que supone un aumento medio anual de 340 000 personas, es decir, un 0,6%.
Históricamente, Francia fue el país más poblado de Europa. Durante la Edad Media, más de una cuarta parte de la población total de Europa era francesa; en el siglo XVII, esta cifra se había reducido ligeramente a una quinta parte. A principios del siglo XX, otros países europeos, como Alemania y Rusia, habían alcanzado a Francia y la habían superado en número de habitantes. Sin embargo, la población del país aumentó considerablemente con el baby boom que siguió a la Segunda Guerra Mundial. Según el INSEE, desde 2004 entraron en el país 200 000 inmigrantes al año. Uno de cada dos nació en Europa y uno de cada tres en África. Entre 2009 y 2012, el número de europeos que entraron en Francia aumentó considerablemente (más del 12% al año de media).
La tasa de natalidad nacional, tras descender durante un tiempo, empezó a repuntar en los años 90 y actualmente la tasa de fecundidad del país se acerca al nivel de reemplazo. Según un estudio del INSEE de 2006, "el aumento natural se acerca a las 300 000 personas, un nivel que no se había alcanzado en más de treinta años". Sin embargo, con una tasa de fecundidad total de 1,83 en 2020, Francia sigue siendo el país más fértil de la Unión Europea.
Entre los 802 000 bebés nacidos en la Francia metropolitana en 2010, el 80,1% tenía dos padres franceses, el 13,3% tenía un padre francés y el 6,6% tenía dos padres no franceses.
Entre 2006 y 2008, cerca del 22% de los recién nacidos en Francia tenían al menos un abuelo nacido en el extranjero (el 9% nacido en otro país europeo, el 8% nacido en el Magreb y el 2% nacido en otra región del mundo). Los censos sobre raza y origen étnico fueron prohibidos por el Gobierno francés en 1978.

## Historia
| 1801 | 27 349 003 | --           |
| 1821 | 30 461 875 | 0,57         |
| 1841 | 34 230 178 | 0,62         |
| 1861 | 37 386 313 | 0,37         |
| 1866 | 38 067 064 | 0,40         |
| 1872 | 36 102 921 | 0,17 (*) (¹) |
| 1876 | 36 905 788 | 0,54 (*)     |
| 1881 | 37 672 048 | 0,41 (*)     |
| 1886 | 38 218 903 | 0,29 (*)     |
| 1891 | 38 343 092 | 0,065 (*)    |
| 1896 | 38 517 975 | 0,044 (*)    |
| 1901 | 38 961 945 | 0,023 (*)    |
| 1906 | 39 252 245 | 0.014 (*)    |
| 1911 | 39 604 992 | 0,017 (*)    |
| 1921 | 39 209 518 | -- (²)       |
| Fuentes varias (*) Excepto Alsacia y Lorena. ¹ Disminuyen más de 2 millones de habitantes que quedan separados en Alsacia y Lorena. ² Disminución de la población por las víctimas que le costó a Francia la Primera Guerra Mundial. |            |              |

La explosión demográfica francesa terminó mientras se iniciaba en los demás países europeos, hacia mediados del siglo XVIII. Tras la Segunda Guerra Mundial, las tasas de natalidad de los demás Estados europeos empezaron a disminuir. En Francia esta tendencia no cambió hasta los años 60, pero solo brevemente (se le conoció como el baby-boom). Luego, en el resto del siglo XX, en Francia y los demás países industrializados, la tendencia ha continuado a la baja, compensada solo parcialmente por la inmigración. (Véase: Afroeuropeo).
En los últimos años, Francia es el único gran Estado (en cuanto a número de habitantes) de la Unión Europea que ha logrado mantener una tasa de natalidad similar a la de Estados Unidos. A esta base la situación francesa añade un alto promedio inmigratorio y una reducida tasa de emigración.
Entre los inmigrantes que podemos destacar la mayor parte de ellos proceden de Oriente Próximo y de África del Norte, así como también de algunos países de África del Sur que fueron colonias francesas y de Asia, principalmente del Lejano Oriente, de regiones que también fueron posesiones francesas. También hay inmigrantes de Latinoamérica, aunque de sus antiguas colonias: la mayoría procede de Haití y de Canadá, oriundos principalmente de la provincia de Quebec, ambos contingentes en busca de mejores trabajos (sobre todo por parte de haitianos), intercambios estudiantiles y así como también por el comercio existente entre estos países y Francia.

### Evolución de la población
En la Galia habría unos 3 a 6 millones de habitantes en tiempos de Vercingétorix (las cifras más alcistas hablan de 15 millones). La conquista de las Galias habría acabado con un millón de ellos y otro millón habría sido vendido, quedando tan solo de 1 a 4 millones de habitantes; principalmente mujeres, ancianos y niños. Durante la dominación romana la población creció a los 8 millones en el siglo I y a 12 millones en el siglo V. Descendió debido a las invasiones germanas, que dieron su aporte: 500 000 francos y 80 000 burgundios.
En 758 d. C., Pipino el Breve (creador de los Estados Pontificios y su primer garante) censó las tierras pertenecientes a la Iglesia.
En 762, Carlomagno censó también las tierras pertenecientes a la Iglesia. Pero se estima en 15 millones la población de su imperio (incluyendo el norte de Italia y Germania).
En el siglo IX en Francia se efectuaron algunos censos parciales de siervos. Se calcula que en el 800 d. C. tenía 8,8 millones de habitantes y para el año 900 esta había bajado a 5 millones, producto de las numerosas invasiones y guerras feudales.
El franco normando Guillermo el Conquistador, francófono y vasallo del rey de Francia, hizo posible que en 1086 se censara la población (en Inglaterra) gracias al libro del gran catastro que realizó en su feudo. Hacia el 1200 tenía 12 millones de habitantes producto de la nueva unificación política. En 1328 se estima en 13 a 16 millones pero descendió con la peste negra. Dos años después era de 12 a 20 millones.
En 1338 en Francia había de 12 a 16 millones de habitantes (según estimación actual del historiador Georges Duby). Historiadores ingleses cifran en 21 millones en 1340; en 20,2 millones en 1345; en 18 millones en 1350 y 16,6 millones en 1400 esto se debe a la guerra de los cien años. Tras el final de la guerra la población se recuperó llegando a los 19,7 millones en 1457.
En el siglo XVI, por ley se obligó a los clérigos en Francia a que los bautismos, matrimonios y fallecimientos fueran registrados. En 1539 quedó instituido el registro civil, en el que debían figurar obligatoriamente el nombre y el apellido. Se estima para esa época tenía entre 15 a 18 millones de habitantes. Cincuenta años después se calculan en 16 millones de franceses, en 1580 se contaron 20 millones, para 1594 cayó por las guerras religiosas a 18,5 millones.
En 1600 eran 20 millones, para 1670 llegaban a los 18 millones.
Las primeras valuaciones demográficas fidedignas fueron realizadas por Vauban (1700), contándose 21 millones.
Con 27 millones de habitantes, el reino de Luis XIV era el cuarto país más poblado del mundo.
Según algunos cálculos, las malas cosechas y guerras de Luis XIV produjeron una caída a 19,2 millones de habitantes para 1715; solo 25 años después había 24,6 millones. En 1775 había 25 millones de franceses y en 1789, en la época de la Revolución, había 27,6 millones.

#### Población por sexo
En 2005, en Francia hay unos 31 385 000 mujeres y 29 659 000 varones; las mujeres la constituyen el 51,4 % y los varones el 48,6 %. Es decir, que las mujeres son mayoría y superan a los varones, si bien los varones inferior a los 65 años de edad son mayoría y en franco crecimiento[cita requerida].

## Estadísticas

Evolución de la población francesa entre 1960 y 2010 (datos de la DAES, 2012). Población en millones

### Distribución por sexo y edad en el año 2020
Hombres: 32.672.575
Mujeres: 34.279.424
0-14 años: 18,4 % (12.319.168)
15-64 años: 64,8 % (43.384.896)
65 años para adelante: 16,8 % (11.247.936) (estimación de 2020)

### Edad Media
Hombres: 37,5 años
Mujeres: 40,4 años (estimación de 2020)
Total: 39 años

### Tasa de crecimiento de población
0,50 % (estimación de 2020)

### Tasa de nacimiento
11,31 nacimientos/1.000 habitantes (estimación de 2020)

### Tasa de muertes
8,55 muertos/1.000 habitantes (estimación de 2020)

### Tasa de inmigración
1,52 inmigrantes/1.000 habitantes (estimación de 2007)
Actualmente, la entrada de inmigrantes españoles, portugueses e italianos a Francia se duplicó entre 2009 y 2012 como efecto de la crisis, y eso ha contribuido a incrementar el peso de los europeos, que supusieron el 46 % del total de los que se instalaron en el país en ese último año.
Según un estudio del Instituto Nacional de Estadística (INSEE) divulgado hoy, en el caso de los inmigrantes españoles las cifras pasaron de 5.300 en 2009 a 11 000 en 2012, lo que muestra un incremento del 107 %.
Los españoles representaron en 2012 cerca del 5 % de los 229.000 extranjeros que se instalaron en Francia, que habían sido 201.460 en 2004.
Los países europeos de origen con destino a Francia en ese último año con datos disponibles eran Portugal (8 %) y Reino Unido (5 %), España (5 %), Italia (4 %), Alemania (4 %), Rumanía (3 %) y Bélgica (3 %).
Entre 2009 y 2012, las llegadas de europeos a Francia progresaron a un ritmo del 12 % anual, mientras que las de africanos lo hacían al 1 % y pesaban un 30 % del total.

### Comparación entre sexos
Al nacer: 1,05 hombre(s)/mujeres
Menor de 15 años: 1,05 hombres(s)/mujeres
15-64 años: 1,002 hombre(s)/mujeres
65 años y más: 0,708 hombres(s)/mujeres
Población total: 0,956 hombre(s)/mujeres (estimación de 2007)

### Tasa de mortalidad infantil
Total: 3,41 muertes/1.000 vivos
Masculina: 3,76 muertes/10.000 vivos
Femenina: 3,04 muertes/10.000 vivos (estimación de 2007)

### Esperanza de vida
General: 82,6 años
Masculina: 80,6 años (estimación de 2015)
Femenina: 84,6 años (estimación de 2015)

### Tasa de fertilidad
2,04 niños nacidos/mujer (estimación de 2015)

### Idiomas
Francés (oficial) 100 %. Hay una rápida disminución de dialectos y lenguas regionales (provenzal, bretón, alsaciano, corso, catalán, euskera, flamenco).

### Religión
- Cristianismo (católico 52 %, evangélico 10 %)
- Islam: 5 %
- Judíos: 0,5 %
- Budistas: 0,5 %
- Otros: 1 %
- Ateos, agnósticos, seculares y no religiosos: 30 %

≪=== Porcentaje de habitantes con VIH/SIDA ===
0,444 % (estimación de 2003):0

### Personas afectadas con VIH/SIDA
120.000 (estimación de 2003)

### Muertes por VIH/SIDA
Menos de 1000 (estimación de 2003)